# Rogelio Funes Mori
Rogelio Gabriel Funes Mori (ur. 5 marca 1991 w Mendozie) – argentyńsko-meksykański piłkarz występujący na pozycji środkowego napastnika w meksykańskim Pumas UNAM. Brat bliźniak Ramiro Funes Moriego.

## Kariera
Urodził się w Mendozie w Argentynie, ale w 2001 roku wyjechał wraz z rodziną do Arlington w Teksasie w Stanach Zjednoczonych, gdzie grał w juniorskich drużynach FC Dallas. W 2008 roku wrócił do rodzinnego kraju, do stołecznej drużyny River Plate. Po sezonie spędzonym w drużynie młodzieżowej został przeniesiony do pierwszego składu. W pierwszej drużynie zadebiutował 6 grudnia 2009, w przegranym 1-3 meczu z Vélezem Sársfield.